# Maria Santissima di Giubino
Maria Santissima di Giubino, o più semplicemente la Madonna di Giubino, è un trittico marmoreo del XV secolo venerato nel Santuario di città di Maria Santissima di Giubino a Calatafimi Segesta. La Madonna di Giubino è patrona della città di Calatafimi insieme al Santissimo Crocifisso.

## Storia
Si hanno notizie di questa opera dall'ottobre del 1464 quando dalla collocazione originale, in una chiesetta rurale nel Bosco della Foresta, nei pressi del Castello di Calatameth, fu trasportata e collocata nella chiesetta di Giubino, esistente insieme al suo eremitaggio già nel XIV secolo. Come data certa si ha il 1560 ma si crede che questa sia la data di doratura dell'opera.
Il titolo "di Giubino" è dovuto al luogo in cui questa Madonna era venerata.
La Madonna fu ospitata dapprima nella Chiesa Madre, poi dopo i miracoli operati dal SS. Crocifisso, patrono di Calatafimi dal 1657 e la costruzione di un tempio a lui dedicato, si pensò di trasferire il simulacro nella Chiesa del Crocifisso per unire la madre e il figlio. Nel 1907 l'opera fu collocata nella sua sede definitiva sull'altare maggiore del Santuario di città di Maria Santissima di Giubino (ex Chiesa del Monastero benedettino di Santa Caterina), progettato da Giovanni Biagio Amico (lo stesso progettista della chiesa del Santissimo Crocifisso).

## Descrizione
Il trittico della Beata Vergine Maria di Giubino consta di cinque lastre, tre affiancate e due sovrapposte. È attribuito a Francesco Laurana che lo avrebbe scolpito per ordine di Pietro Speciale, figlio del viceré Nicolò, signore delle terre di Alcamo e Calatafimi, nella seconda metà del 1400.
La scultura si compone di tre nicchie appena accennate. Le nicchie laterali presentano nella parte alta una valva di conchiglia, mentre quella centrale presenta un soffitto a cassettoni su cui si libra lo Spirito Santo sotto forma di colomba. Le tre nicchie sono inquadrate da quattro lesene decorate con figure e motivi vegetali in oro. All'interno spiccano, al centro la figura intronizzata della Madonna con il Bambino in braccio (secondo il tema iconografico dell'Eleusa) fra la gloria degli angeli, e rispettivamente a sinistra e a destra di chi guarda san Michele Arcangelo e san Francesco d'Assisi.
La predella su cui poggiano i tre pannelli, reca scolpiti in ciascuna delle due estremità lo scudo araldico della città di Pisa. Al centro della predella è raffigurata la dormizione della Beata Vergine Maria circondata dagli Apostoli. Questo particolare rafforza la tesi di quanti sostengono che l'icona rappresenti l'Assunzione di Maria. La conferma si ha dal parroco Pietro Longo che scrive che "della Madonna di Giubino si fa la festa a li 15. di agosto". Sempre nella predella, sul lato sinistro di chi guarda sono ritratti l'arcangelo Michele con scudo e daga insieme ad un altro angelo che scacciano due diavoli; dall'altro lato è riprodotto san Francesco di Assisi che riceve le stimmate sul monte della Verna.
Il pannello centrale del trittico è chiuso nella parte superiore da una cimasa a forma di lunetta che riproduce la natività di Gesù con Maria e Giuseppe. Questo trittico ha evidenti richiami alla iconografia cristiana della Chiesa Orientale, anche se di fattura italica.
Il trittico è stato ricomposto nel 1947, dopo un'opera di restauro.

## Tradizione

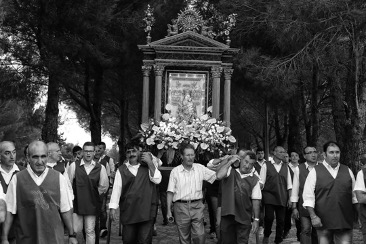
Trasporto al santuario campestre di Giubino

Ogni anno la seconda domenica di luglio la Madonna nella sua vara lignea viene trasportata nel suo santuario di campagna dove rimane fino alla terza domenica di settembre, giorno in cui ritorna nel suo santuario di città perché inizino i festeggiamenti in suo onore che culminano la quarta domenica di settembre, Solennità di Maria SS. di Giubino con le Sante Messe nel suo santuario di città e la solenne processione della Madonna, nella sua vara d'argento, per le vie del paese.
Durante i festeggiamenti solenni del SS. Crocifisso, la Madonna viene trasportata nella Chiesa del Crocifisso per la solenne processione del 3 maggio per unire in un'unica processione i patroni di Calatafimi.